# Барабанов, Евгений Олегович
Евге́ний Оле́гович Бараба́нов (род. 24 июля 1993, Киев) — украинский боксёр. Мастер спорта международного класса (МСМК). Представитель полусредней весовой категории. Выступает за сборную Украины по боксу начиная с 2012 года, бронзовый призёр чемпионата Европы, шестикратный чемпион национального первенства, победитель и призёр турниров международного значения.

## Биография
Евгений Барабанов родился 24 июля 1993 года в Павлограде, Воспитанник Павлоградской(Днепропетровская обл) школы бокса.
Впервые заявил о себе в 2011 году выступая за Киев, выиграв чемпионат Украины среди юниоров. С этого момента начал выступать на взрослом уровне.
На чемпионате Украины 2012 года в Донецке одолел всех своих соперников в полусредней весовой категории и тем самым завоевал золотую медаль. Попав в состав украинской национальной сборной, принял участие в матчевой встрече со сборной Германии.
В 2013 году вновь стал чемпионом украинского национального первенства в полусреднем весе. Побывал на нескольких матчевых встречах полупрофессиональной лиги WSB, где представлял команду «Украинские атаманы».
На чемпионате Украины 2014 года в Киеве вынужден был довольствоваться наградой серебряного достоинства, проиграв в финале Ярославу Самофалову.
В 2015 и 2016 годах вновь был лучшим в зачёте национальных первенств. Также добавил в послужной список золотую медаль Кубка Украины в Мариуполе, стал серебряным призёром международного турнира на призы Анатолия Петрова в Кривом Роге, взял бронзу на чемпионате мира среди студентов в Таиланде.
Наибольшего успеха в своей спортивной карьере добился в сезоне 2017 года, когда вошёл в основной состав украинской национальной сборной и выступил на домашнем чемпионате Европы в Харькове, откуда привёз бронзовую награду — на стадии полуфиналов со счётом 0:5 проиграл англичанину Пэту Маккормаку. Также представлял страну на чемпионате мира в Гамбурге, но здесь попасть в число призёров не смог, на стадии 1/8 финала потерпел поражение от представителя Узбекистана Шахрама Гиясова.

## Признание и награды
- Медаль «За труд и доблесть» (15 июля 2019) — за достижение высоких спортивных результатов на II Европейских играх у г.Минску (Республика Беларусь), проявленные самоотверженность и волю к победе[3].